# Yū Aku
Yū Aku (japanisch 阿久 悠; * 7. Februar 1937 in Ayu-hara, heute Goshiki, Stadt Sumoto; † 1. August 2007 in Minato, Tōkyō) war ein japanischer Hörfunkautor, Dichter, Songwriter und Schriftsteller.

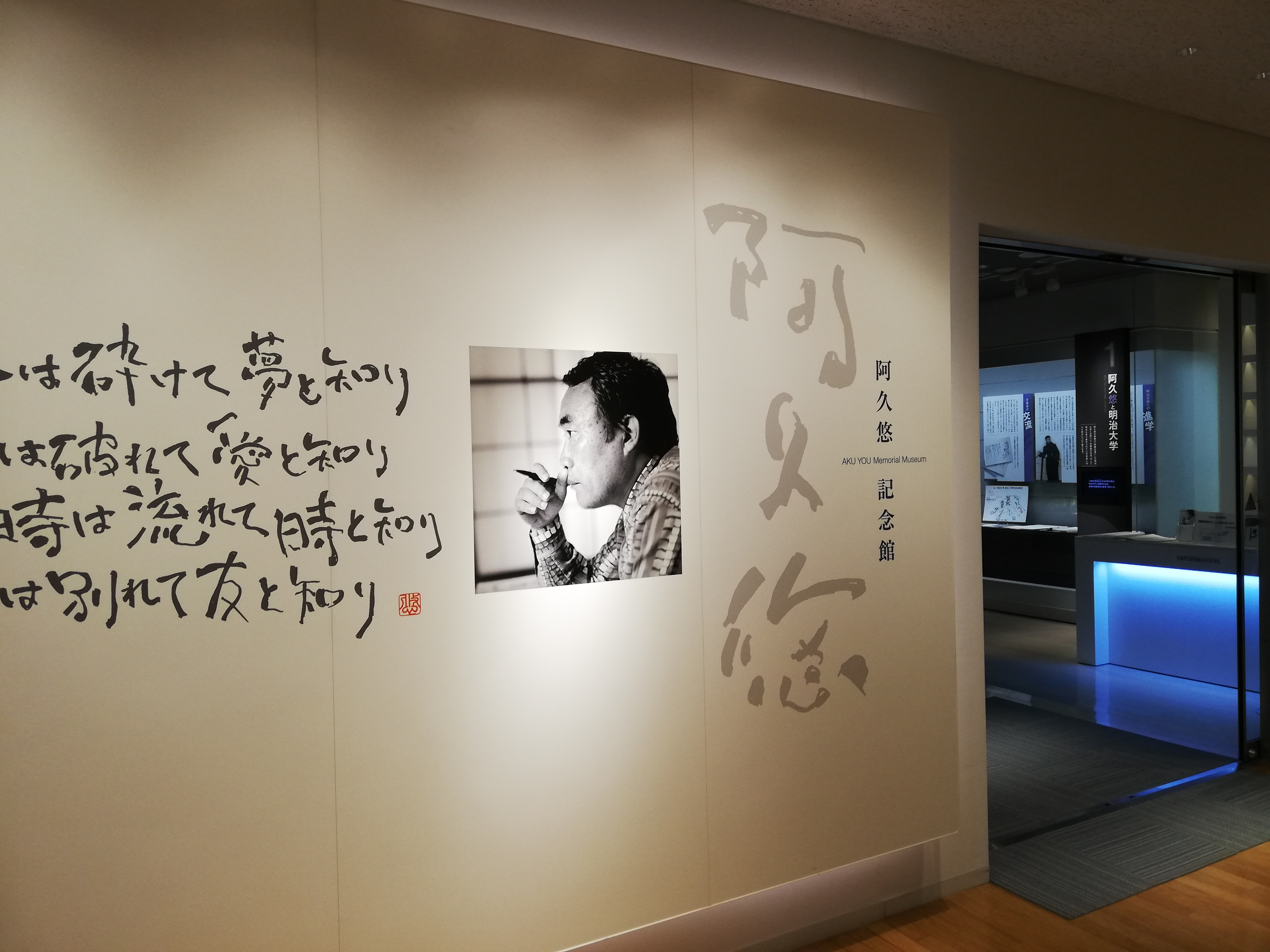
Yū Aku Memorial Museum an der Meiji-Universität

Er prägte mit seinen Texten die goldene Ära des japanischen Schlagers (Enka) und war bekannt für seine Liedertexte, die zahlreiche Hits hervorbrachten.

## Leben
Yū Aku, mit bürgerlichem Namen Hiroyuki Fukada (深田 公之), wurde am 7. Februar 1937 auf der Insel Awaji geboren. Nach einem Abschluss in Literatur an der Meiji-Universität startete er seine Karriere als Werbetexter. Der Ursprung seines Pseudonyms „Yū Aku“ rührt daher, dass er in der Werbeagentur unter dem Kürzel „Akuyū“ zu arbeiten begann. 1964 fand er eine Stelle als Hörfunkautor und verdiente sich erste Erfolge als Songwriter und Texter.
Seit 1968 war er als Liedtexter tätig. Er verfasste Texte für ein breites Spektrum von Musikrichtungen – von Enka bis Popmusik. Yū Aku hatte mit seinen Songs viel Erfolg in der japanischen Musikszene und war in den bekannten Shows wie Star Tanjō! (スター誕生！, lit. Ein Stern wird geboren!) präsent. 
Er schrieb Songtexte für mehr als 5000 Lieder, und über 500 dieser Kompositionen, die als Singles veröffentlicht wurden, erreichten die japanischen Charts. Mehr als 20 seiner Lieder erreichten in den 1970er Jahren Platz 1 der japanischen Oricon-Charts, und sieben seiner Singles verkauften mehr als eine Million Exemplare. Zu seinen bekanntesten Liedtexten gehören Mata au hi made (また逢う日まで, Bis wir uns wiedersehen), Tsugaru kaikyō fuyu geshiki (津軽海峡・冬景色, Winterlandschaft an der Tsugaru-Meerstraße), Kita no yado kara (北の宿から, Von der Herberge im Norden). Insgesamt wurden von den Singles, für die er die Texte schrieb, mehr als 68 Millionen Exemplare zwischen 1968 und 2007 verkauft, was ihn bis zu diesem Zeitpunkt zum kommerziell erfolgreichsten japanischen Texter machte.
Außerdem betätigte er sich als Drehbuchautor für Fernsehserien und Werbespots. Aku blieb ein wichtiger Einfluss auf die japanische Musikwelt, auch als die New Music-Sänger und andere Künstler in den 1980er Jahren auftauchten.
Im Jahr 1982 war er mit dem Lied Setouchi shōnen yakyūdan für den Naoki-Literaturpreis nominiert und gewann 1985 den Yokomizo-Seishi-Preis für Mystery & Horror mit dem Werk Satsujin kyō jidai yurie. Im Jahr 1997 erhielt Aku den Kikuchi-Kan-Preis für sein Lebenswerk und wurde posthum mit dem Orden der Aufgehenden Sonne ausgezeichnet. Außerdem wurde Aku im Jahr 1999 mit der Medaille am Violetten Band ausgezeichnet.

## Wichtige Werke

### Bücher
- Setouchi shōnen yakyūdan (瀬戸内少年野球団, Die Jungs vom Setouchi-Baseball-Team), 1979
- Satsujin kyō jidai yurie (殺人狂時代ユリエ, Die Ära des Mordwahns: Yurie), 1982
- Koibumi (恋文, Liebesbriefe), 1997
- Shishōsetsu (詩小説, Lyrische Novelle), 1999
- Rajio (ラヂオ, Radio), 2000

### Manga
- Hito kui (人食い, Menschenfresser) – 1970–1971, zusammen mit Manga-Zeichner Kazuo Kamimura, ital. Cannibale, 2011, ISBN 978-8834908303

### Filme
- Kita no hōse (北の螢, Das Leuchten des Nordens) – 1984, Supervisor

## Auszeichnungen
- 1982: Yokomizo-Seishi-Preis für Mystery & Horror für Satsujin kyō jidai yurie
- 1997: Kikuchi-Kan-Preis für das Lebenswerk
- 2000: Shimase-Preis für Liebesgeschichten für Shishōsetsu
- 2007 (posthum): Orden der Aufgehenden Sonne, Gold- und Silberstrahlen
- 2018 (posthum): JASRAC Award, Bronzepreis als Liedtexter des Werkes UFO von Pink Lady[6]
- 2019 (posthum): JASRAC Award, Silberpreis als Liedtexter des Werkes UFO von Pink Lady[7]